# Горбуновский сельсовет (Новосибирская область)
Горбуновский сельсовет — сельское поселение в Куйбышевском районе Новосибирской области Российской Федерации.
Административный центр — село Горбуново.

## История
Статус и границы сельского поселения установлены Законом Новосибирской области от 2 июня 2004 года № 200-ОЗ «О статусе и границах муниципальных образований Новосибирской области»

## Население
| 2002  | 2010  | 2012  | 2013  | 2014  | 2015  | 2016  |
| ----- | ----- | ----- | ----- | ----- | ----- | ----- |
| 1678  | ↘1299 | ↘1269 | ↘1220 | ↘1185 | ↘1144 | ↘1125 |
| 2017  | 2018  | 2019  | 2020  | 2021  |       |       |
| ↘1112 | ↘1103 | ↘1055 | ↘1026 | ↘1001 |       |       |

## Состав сельского поселения
| № | Населённый пункт | Тип населённого пункта       | Население |
| - | ---------------- | ---------------------------- | --------- |
| 1 | Горбуново        | село, административный центр | ↘623      |
| 2 | Епанешниково     | деревня                      | ↘20       |
| 3 | Константиновка   | деревня                      | ↘275      |
| 4 | Новоалексеевка   | деревня                      | ↘99       |
| 5 | Новокиевка       | деревня                      | ↘125      |
| 6 | Павловка         | деревня                      | ↘88       |
| 7 | Чуклайда         | деревня                      | ↘69       |